# Michelle Trachtenberg
Michelle Christine Trachtenberg (11. října 1985, New York, New York, USA – 26. února 2025 New York) byla americká televizní a filmová herečka. K jejím nejznámějším rolí patří Dawn Summersová v seriálu Buffy, přemožitelka upírů (2000–2003) a Georgina Sparksová v seriálu Super drbna (2008–2012). Zahrála si také ve filmech, jako jsou např. Špionka Harriet (1996), Inspektor Gadget (1999), Eurotrip (2004), Princezna ledu (2005), Černé Vánoce (2006) a Znovu 17 (2009).

## Mládí
Narodila se v New Yorku. Její otec, bankovní manažer, pochází z Německa, matka se narodila v Rusku a pracuje jako technik při vývoji optických vláken. Její prarodiče žijí v Izraeli. Celá její rodina je židovského původu, která slaví jak Vánoce, tak chanuku. Vychovaná byla se svou sestrou Irene v Sheepshead Bay v Brooklynu, kde navštěvovala základní školu PS 99 a také The Bay Academy for the Arts and Sciences. Později se přestěhovala do Los Angeles a nastoupila na Notre Dame High School. Kromě rodného jazyka angličtiny hovořila také rusky.

## Kariéra
Poprvé před kamerou byla ve třech letech v reklamě na prací prášek, následně se objevila v dalších více než 100 komerčních spotů. Její první hraná role byla v seriálu The Adventures of Pete & Pete. Ve stejném období hrála roli Lily Montgomery v seriálu All My Children. Ve filmu debutovala v roce 1995, o rok později dostala hlavní rolí ve filmu Špionka Harriet. Za výkon v seriálu MeeGo získala cenu Young Artist Award. V roce 1999 se objevila ve filmu Inspektor Gadget, kde hrála Penny, o rok později byl jejím dalším filmem To ani nemůže být nebe. V letech 2000–2003 hrála v seriálu Buffy, přemožitelka upírů postavu Dawn Summersové. V roce 2004 se objevila ve filmu Eurotrip, o rok později hrála hlavní roli v rodinném komediálním drama Princezna ledu (ztvárnila zde Casey Carlyleovou, která milovala vědu a která se vzdá svého akademického života a stát se profesionální krasobruslařkou). V roce 2006 hostovala v seriálech Dr. House a Zákon a pořádek: Zločinné úmysly a hrála v snímku Černé Vánoce, remaku filmu z roku 1974. V roce 2007 byla obsazena do hlavní ženské role v pilotním díle komedie The Hill, dále hrála např. ve filmu Znovu 17 a v seriálech Nemocnice Mercy, Láska bolí, Tráva a Super drbna.
V březnu 2011 byla cover girl časopisu Maxim.

## Smrt
Dne 26. února 2025 byla nalezena mrtvá ve svém bytě na Manhattanu. Bylo jí 39 let. Nedlouho předtím absolvovala transplantaci jater. Kolem osmé hodiny ráno obdržela americká policie telefonát na tísňovou linku 911. V bytě v centru města následně podle prohlášení newyorských policistů „strážníci zaznamenali devětatřicetiletou nereagující ženu v bezvědomí“.

## Filmografie

### Film
| Rok  | Název                                  | Role                            |
| ---- | -------------------------------------- | ------------------------------- |
| 1995 | Melissa                                | Lena                            |
| 1996 | Špionka Harriet                        | Harriet M. Welch                |
| 1998 | Sám doma a bohatý 2: Vánoční přání     | Gloria                          |
| 1999 | Inspektor Gadget                       | Cent                            |
| 2000 | To ani nemůže být nebe                 | Julie                           |
| 2004 | Eurotrip                               | Jenny                           |
| 2004 | Mysterious Skin                        | Wendy                           |
| 2005 | Princezna ledu                         | Casey Carlyle                   |
| 2006 | Beautiful Ohio                         | Sandra                          |
| 2006 | Černé Vánoce                           | Melissa                         |
| 2007 | The Hill                               | Maggie Rogers                   |
| 2008 | Dragonlance: Draci podzimního soumraku | Tika                            |
| 2009 | Znovu 17                               | Margaret „Magie“ Sarah O'Donnel |
| 2009 | Proti proudu                           | Suzanne                         |
| 2010 | Poldové                                | Ava Monroe                      |
| 2010 | DC Showcase: Jonah Hex                 | Bar Girl                        |
| 2011 | Noc je ještě mladá                     | Ashley                          |
| 2013 | Sexy Evil Genius                       | Miranda Prague                  |
| 2014 | The Scribbler                          | Alice                           |

### Televize
| Rok       | Název                              | Role                  | Poznámky                                |
| --------- | ---------------------------------- | --------------------- | --------------------------------------- |
| 1991      | Právo a pořádek                    | Dinah Driscoll        | díl: „Bůh žehnej dítěti“, nekreditovaná |
| 1993      | Clarissa vám to vysvětlí           | Elsie Soaperstein     | díl: „Babysitting“                      |
| 1993–1996 | All My Children                    | Lily Benton Montgomer |                                         |
| 1994–1996 | The Adventures of Pete & Pete      | Nona F. Mecklenberg   | 21 dílů                                 |
| 1996      | A na Vánoce přišla láska           | Noelle Murphy         | TV film                                 |
| 1996      | Dave's World                       | Angela                | díl: „Solitaire“                        |
| 1996      | Hvězdná akademie                   | Žertíčkář             | díl: „All You Can Eaty“                 |
| 1997      | Migo                               | Maggie Parker         | 13 dílů                                 |
| 1998      | Blue's Clues                       | Samu sebe             | díl: „Blue's Birthday“                  |
| 1998      | Reading Rainbow                    | Samu sebe (hlas)      | díl: „Math Curse“                       |
| 1998      | Guys Like Us                       | Katie                 | díl: „Maestro's First Crush“            |
| 1998–1999 | Figure It Out                      | Samu sebe             | 12 dílů                                 |
| 2000      | Táta kovboj                        | Kelly McClain         | TV film                                 |
| 2000–03   | Buffy, přemožitelka upírů          | Dawn Summersová       | 66 dílů                                 |
| 2001–2003 | Truth or Scare                     | Samu sebe             | 20 dílů                                 |
| 2004      | Odpočívej v pokoji                 | Celeste               | 4 díly                                  |
| 2005      | Skok do neznáma                    | Carrie Beal           | TV film                                 |
| 2006      | Dr. House                          | Melinda Bardach       | díl: „Výtah do života“                  |
| 2006–18   | Robot Chicken                      | Různé hlasy           | 6 dílů                                  |
| 2006      | Zákon a pořádek: Zločinné úmysly   | Lisa Willow Tyler     | díl: „Virtuální Willow“                 |
| 2008–12   | Super drbna                        | Georgina Sparks       | 28 dílů                                 |
| 2008      | Okruh                              | Kylie Shines          | TV film                                 |
| 2009–10   | Nemocnice Mercy                    | Chloe Payne           | 22 dílů                                 |
| 2009      | The Super Hero Squad Show          | Valkyrie (hlas)       | 2 díly                                  |
| 2011      | Láska bolí                         | Jodie                 | 3 díly                                  |
| 2011      | Tráva                              | Emma Karlin           | 5 dílů                                  |
| 2013      | Myšlenky zločince                  | Diane Turner          | díl: „Zugzwang“                         |
| 2013      | Vražda prezidenta Kennedyho        | Marina Oswald         | TV film                                 |
| 2013      | Námořní vyšetřovací služba L. A.   | Lily Lockhart         | díl: „Senátorova dcera“                 |
| 2015      | Ospalá díra                        | Abigail Adams         | díl: „Prokletý obraz“                   |
| 2015      | SuperMansion                       | Krvavý měsíc (hlas)   | díl: „A Midsummer Night's Ream“         |
| 2015      | The Christmas Gift                 | Megan                 | TV film                                 |
| 2015      | Temné pohnutky                     | Anna                  | internetový seriál, hlavní role         |
| 2016      | Chopped Junior                     | Samu sebe             |                                         |
| 2016      | Sister Cities                      | Dallas Baxter         | TV film                                 |
| 2016      | Last Week Tonight with John Oliver | Samu sebe             |                                         |

### Internet
| Rok  | Název         | Role        | Poznámky |
| ---- | ------------- | ----------- | -------- |
| 2015 | Guidance      | Anna        | 30 dílů  |
| 2015 | Human Kind Of | Judy (hlas) | 21 dílů  |

### Hudební video
| Rok  | Název                                   | Role         | Poznámky |
| ---- | --------------------------------------- | ------------ | -------- |
| 2004 | „Echo“                                  | Trapt        |          |
| 2005 | „Tired of Being Sorry“                  | Ringside     |          |
| 2007 | „This Ain't a Scene, It's an Arms Race“ | Fall Out Boy |          |

## Ocenění a nominace
| Rok  | Ocenění                     | Kategorie                                            | Práce                     | Výsledek  |
| ---- | --------------------------- | ---------------------------------------------------- | ------------------------- | --------- |
| 1997 | Young Artist Award          | nejlepší filmová herečka v hlavní roli               | Špionka Harriet           | vítězství |
| 1998 | Young Artist Award          | nejlepší seriálová herečka ve vedlejší roli: komedie | Migo                      | vítězství |
| 2000 | YoungStar Award             | nejlepší filmová herečka: komedie                    | Inspektor Gadget          | nominace  |
| 2000 | Young Artist Award          | nejlepší filmová herečka ve vedlejší roli            | Inspektor Gadget          | nominace  |
| 2001 | Teen Choice Award           | nejlepší seriálová parťák                            | Buffy, přemožitelka upírů | nominace  |
| 2001 | Young Artist Award          | nejlepší seriálová herečka ve vedlejší roli: drama   | Buffy, přemožitelka upírů | vítězství |
| 2001 | Cena Saturn                 | nejlepší seriálová herečka                           | Buffy, přemožitelka upírů | nominace  |
| 2002 | Young Artist Award          | nejlepší seriálová herečka v hlavní roli: komedie    | Truth or Scare            | nominace  |
| 2002 | Young Artist Award          | nejlepší seriálová herečka v hostující roli: komedie | MADtv                     | nominace  |
| 2002 | Cena Saturn                 | nejlepší seriálová herečka ve vedlejší roli          | Buffy, přemožitelka upírů | nominace  |
| 2003 | Cena Saturn                 | nejlepší seriálová herečka ve vedlejší roli          | Buffy, přemožitelka upírů | nominace  |
| 2004 | Daytime Emmy Award          | nejlepší herečka v dětském seriálu                   | Truth or Scare            | nominace  |
| 2007 | Filmový festival v Sarasotě | objev roku                                           | Beautiful Ohio            | vítězství |
| 2012 | Teen Choice Award           | nejlepší seriálový zloduch                           | Super drbna               | nominace  |